# Élections législatives de 1986 dans la Drôme
Les élections législatives françaises de 1986 ont lieu le 16 mars 1986. Dans le département du Drôme, quatre députés sont à élire dans le cadre d'un scrutin proportionnel par liste départementale à un seul tour.

## Élus
| Député élu     |  | Parti     |
| -------------- |  | --------- |
| Régis Parent   |  | RPR       |
| Jean Mouton    |  | UDF (CDS) |
| Rodolphe Pesce |  | PS        |
| Henri Michel   |  | PS        |

## Listes en présence

### Mouvement pour un parti des travailleurs
| N° | Candidats              | Parti | Parti | Principales fonctions                    |
| -- | ---------------------- | ----- | ----- | ---------------------------------------- |
| 01 | Roger Gleize           |       | MPPT  | Agriculteur                              |
| 02 | Louisette Moulas       |       | MPPT  | Infirmière en psychiatrie                |
| 03 | Guy Seiler             |       | MPPT  | Instituteur                              |
| 04 | Françoise Chevalier    |       | MPPT  | Employée de bureau à la Sécurité sociale |
|    |                        |       |       |                                          |
| 05 | Marie-Georges Lamarque |       | MPPT  | Maître-auxiliaire de français            |
| 06 | Ariane Bellier-Blachon |       | MPPT  | Institutrice                             |

### Parti communiste français
| N° | Candidats           | Parti | Parti | Principales fonctions                                                       |
| -- | ------------------- | ----- | ----- | --------------------------------------------------------------------------- |
| 01 | Michel Quenin       |       | PCF   | Premier adjoint au maire de Portes-lès-Valence, employé SNCF                |
| 02 | Jean-Pierre Rambaud |       | PCF   | Conseiller général du Canton de Die et adjoint au maire de Die, instituteur |
| 03 | Françoise Simonot   |       | PCF   | Ingénieure EDF à la centrale nucléaire du Tricastin                         |
| 04 | Marcel Augier       |       | PCF   | Conseiller municipal de Nyons, exploitant agricole                          |
|    |                     |       |       |                                                                             |
| 05 | Jean Mourier        |       | PCF   | Maire de Saint-Vallier, retraité                                            |
| 06 | Claude Seyve        |       | PCF   | Adjointe au maire de Montélimar, professeur                                 |

### Parti socialiste
| N° | Candidats       | Parti | Parti | Principales fonctions |
| -- | --------------- | ----- | ----- | --- |
| 01 | Rodolphe Pesce  |       | PS    | Député sortant, conseiller général du Canton de Valence-3, président du conseil général et maire de Valence, professeur                              |
| 02 | Henri Michel    |       | PS    | Député sortant, conseiller général du Canton de Saint-Paul-Trois-Châteaux, vice-président du conseil général et maire de Suze-la-Rousse, viticulteur |
| 03 | André Brunet    |       | PS    | Député sortant et maire de Saint-Sorlin-en-Valloire, négociant                                                                                       |
| 04 | Michèle Chancel |       | PS    | Conseillère générale du Canton de Bourdeaux, vice-présidente du conseil général et maire de Bourdeaux, pharmacienne                                  |
|    |                 |       |       | |
| 05 | Bernard Piras   |       | PS    | Adjoint au maire de Romans, directeur de collège |
| 06 | Marcel Bonniot  |       | PS    | Suppléant du député Rodolphe Pesce et maire de Die, retraité                                                                                         |

### Opposition (RPR-UDF-CNI)
| N° | Candidats         | Parti | Parti    | Principales fonctions |
| -- | ----------------- | ----- | -------- | --- |
| 01 | Régis Parent      |       | RPR      | Conseiller général du Canton de Valence-1 et conseiller municipal de Valence, médecin ORL                                    |
| 02 | Jean Mouton       |       | UDF-CDS  | Conseiller général du Canton de Pierrelatte et maire de Pierrelatte, vétérinaire                                             |
| 03 | Georges Durand    |       | CNI      | Conseiller général du Canton de Romans-sur-Isère-1 et conseiller municipal de Romans, avocat                                 |
| 04 | Thierry Cornillet |       | UDF-Rad. | Conseiller général du Canton de Montélimar-2 et conseiller municipal de Montélimar, administrateur des services territoriaux |
|    |                   |       |          | |
| 05 | Max Tabardel      |       | RPR      | Maire de Crest, artisan |
| 06 | Renée Desbrun     |       | UDF      | Commerçante |

### Front national
| N° | Candidats          | Parti | Parti | Principales fonctions |
| -- | ------------------ | ----- | ----- | --------------------- |
| 01 | Germaine Burgaz    |       | FN    | Mère de famille       |
| 02 | Robert Mérindol    |       | FN    | Retraité              |
| 03 | Périco Boucherlé   |       | FN    | Directeur d'hôtel     |
| 04 | Jean Queron        |       | FN    | Retraité              |
|    |                    |       |       |                       |
| 05 | Raymonde Trébuchet |       | FN    |                       |
| 06 | Henri Bertrand     |       | FN    | Retraité              |

## Résultats

### Résultats à l'échelle du département
| Liste Parti politique | Liste Parti politique                                                                                             | Tête de liste   | Tour unique | Tour unique | Sièges |
| Liste Parti politique | Liste Parti politique                                                                                             | Tête de liste   | Voix        | %           | Sièges |
| --------------------- | --- | --------------- | ----------- | ----------- | ------ |
|                       | L'opposition unie RPR-UDF-CNI Rassemblement pour la République (UDF - CNI)                                        | Régis Parent    | 84 214      | 41,18       | 2      |
|                       | En avant la Drôme - Pour une majorité de progrès avec le président de la République Parti socialiste              | Rodolphe Pesce  | 77 983      | 38,13       | 2      |
|                       | Liste de Rassemblement national présentée par le Front national Front national                                    | Germaine Burgaz | 23 242      | 11,36       | 0      |
|                       | Liste présentée par le Parti communiste français Parti communiste français                                        | Michel Quenin   | 17 040      | 8,33        | 0      |
|                       | Liste du Mouvement pour un parti des travailleurs Drôme Extrême gauche (Mouvement pour un parti des travailleurs) | Roger Gleize    | 2 005       | 0,98        | 0      |
|                       | |                 |             |             |        |
| Inscrits              | Inscrits | Inscrits        | 270 956     | 100,00      | 4      |
| Abstentions           | Abstentions | Abstentions     | 57 564      | 21,24       |        |
| Votants               | Votants | Votants         | 213 392     | 78,75       |        |
| Blancs et nuls        | Blancs et nuls | Blancs et nuls  | 8 908       | 4,17        |        |
| Exprimés              | Exprimés | Exprimés        | 204 484     | 95,82       |        |